# Córdoba (Bolívar)
Córdoba – miasto w Kolumbii, w departamencie Bolívar.